# Рюдель, Гюнтер
Гюнтер Рюдель (нем. Günther Rüdel; 15 ноября 1883, Мец — 22 апреля 1950, Мюнхен) — один из высших офицеров люфтваффе, генерал-полковник зенитных войск (1 ноября 1942 года).

## Биография
5 июля 1902 года вступил в сухопутные войска фенрихом, 9 марта 1904 года произведён в лейтенанты. Участник 1-й мировой войны. За боевые отличия награждён Железным крестом 1-го и 2-го класса и Рыцарским крестом Дома Гогенцоллернов с мечами. После демобилизации армии остался служить в рейхсвере.
К моменту прихода НСДАП к власти — оберст (с 1 декабря 1931 года). 1 октября 1935 года инспектор зенитной артиллерии и ПВО. 1 февраля 1938 года назначен начальником воздушной обороны страны (с подчинением ему Управления вооружений и снабжений) и генералом зенитной артиллерии в Верховном командовании люфтваффе (ОКЛ). 1 февраля 1939 года заменён генералом Ганс-Юргеном Штумпфом и переведён на почетную должность президента Комиссии люфтваффе.
12 января 1940 года переведён на должность шефа противовоздушной обороны и инспектора ПВО в Имперском министерстве авиации. С 1 июля 1941 года одновременно стал генералом зенитной артиллерии при главнокомандующем люфтваффе.
31 августа 1942 года потерял все свои посты и был зачислен в резерв ОКЛ. 17 октября 1942 года награждён Рыцарским крестом за военные заслуги с мечами. 30 ноября 1942 года уволен в отставку.

## Награды
- Железный крест (1914) 2-го и 1-го класса
- Королевский орден Дома Гогенцоллернов рыцарский крест с мечами
- Орден «За военные заслуги» 4-го класса с мечами (Королевство Бавария)
- Ганзейский крест Гамбурга
- Военный крест Вильгельма Эрнста[нем.] (Великое герцогство Саксен-Веймар-Эйзенах)
- Орден Железной короны 3-го класса с воинским отличием (Австро-Венгрия)
- Крест «За военные заслуги» 3-го класса с лаврами (военными украшениями) (Австро-Венгрия)
- Почётный крест Первой мировой войны 1914/1918 с мечами
- Медаль «За выслугу лет в вермахте» 4-го, 3-го, 2-го и 1-го класса
- Крест «За военные заслуги» (1939) 2-го и 1-го класса с мечами
- Рыцарский крест Креста военных заслуг с мечами
- Нагрудный знак зенитной артиллерии люфтваффе